# Плавання на відкритій воді на Чемпіонаті світу з водних видів спорту 2015 — командні змагання
Змагання з командного плавання на відкритій воді на Чемпіонаті світу з водних видів спорту 2015 відбулись 30 липня. Кожна команда складалася з двох чоловіків і однієї жінки, які пливли по 5 км.

## Результати
Заплив стартував о 12:00.
| Місце | Країна     | Плавці                                                      | Час       |
| ----- | ---------- | ----------------------------------------------------------- | --------- |
| 1     | Німеччина  | Роб Муффельс Крістіан Райхерт Ізабелле Герле                | 55:14.4   |
| 2     | Бразилія   | Аллан до Кармо Діого Вільяріньйо Ана Марсела Кунья          | 55:31.2   |
| 2     | Нідерланди | Марсель Шутен Феррі Веертман Шарон ван Роувендаал           | 55:31.2   |
| 4     | Італія     | Федеріко Ванеллі Сімоне Ерколі Ракеле Бруні                 | 55:49.4   |
| 5     | США        | Шон Раян Джордан Вілімовскі Ешлі Твічелл                    | 55:50.6   |
| 6     | Австралія  | Джеррод Пурт Саймон Гутенга Мелісса Горман                  | 56:07.4   |
| 7     | Угорщина   | Даніель Секельї Гергелі Дьюрта Ева Рістов                   | 56:08.4   |
| 8     | Греція     | Антоніос Фокаїдіс Спірідон Янніотіс Калліопа Араузу         | 56:18.6   |
| 9     | Еквадор    | Іван Ендеріка Очоа Естебан Ендеріка Саманта Аревало Салінас | 56:45.9   |
| 10    | Росія      | Сергій Большаков Данило Сєребрєнніков Анастасія Крапівіна   | 56:47.0   |
| 11    | Франція    | Давід Обрі Марк-Антуан Олів'є Орелі Мюллер                  | 56:50.9   |
| 12    | Іспанія    | Ектор Руїс Антоніо Арройо Еріка Вільясіха Гарсія            | 57:16.0   |
| 13    | Аргентина  | Габріель Вільягойс Гільєрмо Бертола Сесілія Б'ягьйолі       | 57:27.8   |
| 14    | Китай      | Цяо Чжун'ї Цзу Ліцзюнь Янь Сиюй                             | 57:53.9   |
| 15    | Португалія | Васко Гаспар Рафаел Жіл Анжеліка Марія                      | 58:12.6   |
| 16    | Венесуела  | Вільдер Карреньо Ервін Мальдонадо Паола Перес               | 58:39.3   |
| 17    | Чехія      | Ян Кутнік Матей Козубек Алена Бенешова                      | 59:43.1   |
| 18    | ПАР        | Чад Хо Деніел Мерейс Мішель Вебер                           | 1:00:31.2 |
| 19    | Мексика    | Даніель Дельгадільйо Артуро Перес Вертті Заїра Карденас     | 1:01:36.6 |
| 20    | Казахстан  | Кенессари Кененбаєв Віталій Худяков Ксенія Романчук         | 1:02:12.7 |
| 21    | Єгипет     | Юссеф Хоссамельдін Адель Рагаб Реем Кассем                  | 1:02:13.1 |
| 22    | Гонконг    | Tse Tsz Fung Кван Хо Їн Квок Чо Їу                          | 1:05:43.8 |